# Federația Lituaniană de Fotbal
Federația Lituaniană de Fotbal (LFF; lituaniană Lietuvos futbolo federacija) este forul conducător oficial al fotbalului în Lituania, cu sediul în Kaunas. Este afiliată la FIFA din 1923 și la UEFA din 1992. LFF a devenit membru FIFA în 1923, dar datorită anexării Lituaniei de către URSS aceasta a fost desființată. A devenit membru din nou din 1992.